# Spárta a köbön
A Spárta a köbön (Meet the Spartans) egy 2008-as amerikai filmparódia, melyet Jason Friedberg és Aaron Seltzer rendezett.  A film a 300 című történelmi film alapjaira épül, főszereplője Sean Maguire, mint a spártai Leonidász király.
Bár a készítés költségei megtérültek a jegypénztáraknál, ennek ellenére a kritikák és az utólagos nézői vélemények igen negatívak voltak a filmről és szereplőiről, ezért a filmet a 2008-as év legrosszabb alkotásai között emlegették.

## Cselekmény
A film egy sötét, koponyákkal teli spártai helyen kezdődik: egy férfi kiválasztja katonának a csecsemő, szakállas Leonidászt, míg a másik kölyköt, Shreket a koponyák közé rúgja. A harmadik, vietnami kisfiúért Angelina Jolie és Brad Pitt jön, hogy örökbe fogadják.
Leonidász kemény kiképzést kap: nagymamájával kell megküzdenie, ki kell állnia egy fájdalmas vallatást, amolyan James Bondosat, végül pedig túl kell élnie kiküldetését a vadonba. A nagy hidegben Leonidász találkozik egy óriási pingvinnel, aki megpróbálja fingásokkal kiteríteni az ifjú harcost, ám az végül egy szikla-szorosba csalogatja, ahová az állat beszorul. Leonidász kihasználja a mellette levő, "Pingvin támadások esetére" feliratú segély-lándzsát, majd végez a táncoslábú ellenfelével. Pingvin-trófeájával igazi férfiként, királyként tér vissza Spárta földjére, ahol érkezése után feleségül veszi a gyönyörű Margót. Évek telnek el, Leonidásznak fia születik, akiből erős férfit akar faragni: ehhez festékpisztolyt, láncfűrészt és különböző harcmodort alkalmaz a fiúval szemben. Tréning közben a Kapitány jelenik meg és közli: perzsa követ érkezett. Leonidász séta közben elbeszélget a perzsával, majd a Halál kútjához érkeznek. Mikor a követ megfenyegeti a spártaiakat, majd csókolózik Margóval, – Áruló József, tanácstag ellenzésére – Leonidász belerúgja a Halál kútjába a két perzsa testőrrel együtt. Akkor jelenik meg Britney Spears, Kevin Federline, Sanjaya Malakar, Ryan Seacrest és az American Idol zsűrije, akiket Spárta királya szintén a kútba taszít. Ezután összeturmixolja a mélybe zuhant embereket. Spárta ezzel hadba lépett Xerxész perzsa hadseregével.
Leonidász meglátogatja a Groteszk prófétákat, akik  az orákulum, Ugly Betty segítségével -arcápoló krémekért cserébe- megjósolják: ha a király hadba száll Perzsia seregeivel, meghal. Leonidász nem hallgat rájuk: éjszaka súlyzózik egy utolsót Margóval, másnap reggelre pedig összehívatja 300 emberét. Reggel azonban csak 12 ember várja. Elbúcsúzik Margótól és fiától, majd a Tanács ellenzésére elindul, hogy megküzdjön a népét fenyegető erőkkel. Mikor egy sziklaszoroshoz érnek, a félig Groteszk Paris Hilton lép eléjük, és megkéri őket: hadd csatlakozzon a sereghez. Mikor Leonidász ezt elutasítja, perzsa csapatot pillantanak meg. Rap-csata kezdődik a két rivális között, amit végül a spártaiak nyernek meg, a perzsákat ezután letaszítják egy sziklaszirtről, a háborgó tengerbe. Személyesen látogatja meg őket Xerxész, aki alkut ajánl a spártaiaknak, ám azok visszautasítják ezt. Xerxész kijelenti: Spártát meg fogja semmisíteni. Újabb rapperek érkeznek a spártaiak ellen, amikor pedig szócsatába keverednek, Dilio elveszíti mindkét szemét. A csatát Leonidász serege nyeri, Xerxész bánatára.
Margó királynő eközben lefekszik Áruló Józseffel, hogy az cserébe segítséget küldjön Leonidászéknak. A férfi azonban megszegi a szavát, így Margó királynő dühében sötét-pókemberré változik, majd végez a homok-emberré változó Józseffel. Ezután jön rá Margó és a Tanács, hogy József titkos sms-eket küldött a spártaiaknak: Áruló József áruló volt!
Paris Hilton elárulja Xerxésznek, van egy titkos út a szorosban, aminek segítségével elfoghatja a spártaiakat. Mikor Leonidász ezt megtudja, követként hazaküldi a vak Diliost, majd maradék seregével a végsőkig hadba száll ellenfeleivel. Xerxész egy számítógépes trükkel több katonát zúdít a spártaiakra, akik a Grand Theft Auto: San Andreas módszereivel kivédik a támadásokat. A szellemlovas és Rocky Balboa is feltűnik a csatában a perzsák oldalán. Végül a Kapitány és annak fia, Sonio meghal, Xerxész pedig az örök szikra segítségével  Transformers-robottá változik. A robot azonban kihúzza magát a konnektorból, így áram hiányában leáll, és a spártaiak seregére zuhan. Leonidász és serege életét veszti.
Dilios közli Margó királynővel, mi történt, majd egy évvel később hadba száll a perzsákkal. Csakhogy a vak katona az ellenkező irányba vezeti a seregét, így Malibu városában kötnek ki, ahol összefutnak Lindsay Lohannel…

## Szereplők
| Karakter                                                    | Színész             | Szinkronhang                 |
| ----------------------------------------------------------- | ------------------- | ---------------------------- |
| Leonidász király                                            | Sean Maguire        | Papp Dániel                  |
| Xerxes                                                      | Ken Davitian        | Faragó András                |
| Margó királynő                                              | Carmen Electra      | Hámori Eszter                |
| Százados                                                    | Kevin Sorbo         | Kamarás Iván                 |
| Dilio                                                       | Jareb Dauplaise     | Előd Botond                  |
| Sonio                                                       | Travis Van Winkle   | Magyar Bálint                |
| Árulosz (Traitoro)                                          | Diedrich Bader      | Láng Balázs                  |
| Perzsa követ                                                | Phil Morris         | Barabás Kiss Zoltán          |
| Perzsa követ/Rapper                                         | Method Man          |                              |
| Britney Spears, Paris Hilton,, Ellen DeGeneres, Paula Abdul | Nicole Parker       | Csondor Kata Sánta Annamária |
| Brad Pitt                                                   | Ryan Fraley         |                              |
| Angelina Jolie                                              | Tiffany Claus       | nem szólal meg               |
| Kevin Federline                                             | Nick Steele         |                              |
| Áruló József, Próféta                                       | Ike Barinholtz      | Breyer Zoltán                |
| Leonidász (gyerek)                                          | Zachary Dylan Smith | Penke Bence                  |
| Sanjaya Malakar                                             | Tony Yalda          |                              |
| Randy Jackson                                               | Christopher Lett    |                              |
| Orákulum/Ugly Betty                                         | Crista Flanagan     |                              |
| Ms. Jay                                                     | Jesse Lewis IV      |                              |
| Tyra Banks                                                  | Jenny Costa         | Csondor Kata                 |
| Twiggy                                                      | Belinda Waymouth    |                              |
| Rocky Balboa                                                | Dean Cochran        |                              |
| Lindsay Lohan                                               | Emily Wilson        | Nem szólal meg               |
| Jack Thompson                                               | John Di Domenico    |                              |
| Táncoló Talpak                                              | Martin Klebba       | Holl Nándor                  |
| Mesélő (hangja)                                             | Robin Atkin Downes  | Harsányi Gábor               |

## Parodizált filmek, emberek, műsorok és egyebek
- 300
- Angelina Jolie és Brad Pitt
- Casino Royale
- Táncoló talpak
- Britney Spears
- Sanjaya Malakar
- American Idol
- Ki ez a lány?
- Hősök
- Paris Hilton
- Áll az alku
- Grand Theft Auto: San Andreas
- Transformers
- Lindsay Lohan
- Lökd a ritmust (Stomp the yard)

## Filmzene
1. Jack Amazing – "Supa Dupa Fly"
2. Ak'Sent – "The Bomb"
3. Julia Blade – "Amazing"
4. JMC – "OMG"
5. Classic – "Give It 2 Me"
6. Szereplők – "I Will Survive"
7. Bud Guin – "Dig In"
8. Digital Underground – "Humpty Dance"
9. Ali Dee, Vincent Alfieri, Chris Davis és Michael Sandlofer – "Spartans vs. Persians"
10. Eve – "Tambourine"
11. Harry Fartolli Band – "Swing It"
12. John McCurry és Steve Murp – "Raw Dawg"
13. Kirsty Hawkshaw – "Mer Imbrium"
14. Steve Murphy – "Make It Bueno"
15. JMC – "Old Man Watching"
16. Tweet Tweet – "Oh Gawd"
17. Daniel May – "Good to Go"
18. Justice – "D.A.N.C.E. (MSTRKRFT Remix)"
19. Knife & Daisies – "Ripper"
20. "La Cucaracha"
21. Aqua – "Barbie Girl"
22. Early Earl – "Bounce Back"
23. Jag Team – "We Gotta Party"
24. Cham Pain – "Get Down"
25. Alana Da Fonseca – "Break It Down"

## Díjak, jelölések
- Arany Málna-jelölés
  - Legrosszabb film
  - Legrosszabb női mellékszereplő (Carmen Electra)
  - Legrosszabb rendező (Jason Friedberg és Aaron Seltzer)
  - Legrosszabb forgatókönyv (Jason Friedberg és Aaron Seltzer)
  - Legrosszabb előzetes, remake, koppintás vagy folytatás